# Dariusz Ficek
Dariusz Antoni Ficek – polski oceanograf, limnolog, dr hab. nauk o Ziemi, profesor uczelni Instytutu Geografii Uniwersytetu Pomorskiego w Słupsku.
Specjalizacja naukowa: fizyka, optyka i biofizyka morza, teledetekcja satelitarna wód Bałtyku i jezior, modelowanie właściwości biooptycznych wód naturalnych.

## Życiorys
30 listopada 2000 obronił z wyróżnieniem pracę doktorską Modelowanie wydajności kwantowej fotosyntezy w różnych akwenach morskich, 24 czerwca 2014 habilitował się na podstawie pracy zatytułowanej Właściwości biooptyczne jezior Pomorza oraz ich porównanie z właściwościami innych jezior i Morza Bałtyckiego. Objął funkcję profesora nadzwyczajnego w Instytucie Fizyki na Wydziale Matematyczno-Przyrodniczym Akademii Pomorskiej w Słupsku.
Obecnie piastuje stanowisko profesora uczelni Instytutu Geografii Uniwersytetu Pomorskiego w Słupsku.
W latach 2016-2019 był prodziekanem ds. nauki na Wydziale Matematyczno-Przyrodniczym Akademii Pomorskiej w Słupsku.
W latach 2021-2024 był prorektorem ds. nauki na Uniwersytecie Pomorskim w Słupsku.